# Torchlight II
Torchlight II este un joc video RPG dezvoltat de Runic Games, lansat pentru Microsoft Windows la 20 septembrie 2012. Este o continuare a jocului de acțiune RPG produs de Runic din 2009, Torchlight, și dispune de suport pentru multiplayer peer-to-peer având și capacități de modificare. Jocul a fost lansat pentru Mac OS X la  2 februarie  2015.
Ca și jocul original Torchlight, Torchlight II dispune de o serie de temnițe generate aleator pe care jucătorul să le exploreze și de numeroase tipuri de monștri cu care să lupte pentru experiență și pradă.

## Legături externe
- Site web oficial
- Store page on Steam